# Xã Loran, Quận Stephenson, Illinois
Xã Loran (tiếng Anh: Loran Township) là một xã thuộc quận Stephenson, tiểu bang Illinois, Hoa Kỳ. Năm 2010, dân số của xã này là 1.442 người.